# Удоха (приток Шелони)
Удоха — река в России, протекает в Псковской области. Река вытекает из озера Радиловское. Устье реки находится в 93 км по левому берегу реки Шелонь, у д. Заполье Порховского района, Псковской области. Длина реки составляет 52 км, площадь водосборного бассейна 330 км².
В 9 км от устья, по правому берегу реки впадает река Степеринка.

## Данные водного реестра
По данным государственного водного реестра России, относится к Балтийскому бассейновому округу, водохозяйственный участок реки — Шелонь, речной подбассейн реки — Волхов. Относится к речному бассейну реки Нева (включая бассейны рек Онежского и Ладожского озера).
Код объекта в государственном водном реестре — 01040200412102000024687.